# 塔内希·马茂
塔内希·马茂（1960年9月16日—），是一名基里巴斯政治人物，自2016年3月11日至今擔任基里巴斯總統（第5任），同时兼任该国外交部长。
他是2016年基里巴斯總統選舉中唯一反對黨的候選人，受关爱基里巴斯党新組成的的聯盟與前總統塞布羅羅·斯托支持。在此以前，他在2015年12月的吉里巴斯議會選舉中重新當選為家鄉奧諾托阿環礁的議員；也是斯托政府的財政部長。